# Debbie Spence
Pour les articles homonymes, voir Spence.
Debbie Spence (née le 9 août 1967) est une joueuse de tennis américaine, professionnelle dans les années 1980.
En 1985, elle a atteint le 4e tour de Roland Garros, battant au passage Catarina Lindqvist (alors 9e tête de série) à la première occasion.
Elle a remporté un tournoi WTA en simple pendant sa carrière.

## Palmarès

### Titre en simple dames
| No | Date       | Nom et lieu du tournoi        | Catégorie   | Dotation | Surface    | Finaliste      | Score         |          |
| -- | ---------- | ----------------------------- | ----------- | -------- | ---------- | -------------- | ------------- | -------- |
| 1  | 17/09/1984 | Ginny of San Diego, San Diego | VS Tour C1+ | 50 000 $ | Dur (ext.) | Betsy Nagelsen | 6-3, 6-7, 6-4 | Parcours |

### Finale en simple dames
Aucune

### Titre en double dames
Aucun

### Finale en double dames
Aucune

## Parcours en Grand Chelem

### En simple dames
| Année | Open d'Australie (janvier) | Open d'Australie (janvier) | Internationaux de France | Internationaux de France | Wimbledon       | Wimbledon      | US Open         | US Open      | Open d'Australie (décembre) | Open d'Australie (décembre) |
| ----- | -------------------------- | -------------------------- | ------------------------ | ------------------------ | --------------- | -------------- | --------------- | ------------ | --------------------------- | --------------------------- |
| 1984  | n/a                        | n/a                        | -                        | -                        | -               | -              | 2e tour (1/32)  | Lisa Bonder  | -                           | -                           |
| 1985  | n/a                        | n/a                        | 4e tour (1/8)            | Hana Mandlíková          | -               | -              | 1er tour (1/64) | Petra Huber  | -                           | -                           |
| 1986  | n/a                        | n/a                        | 1er tour (1/64)          | N. Herreman              | 1er tour (1/64) | Barbara Gerken | 1er tour (1/64) | C. Lindqvist | n/a                         | n/a                         |
| 1987  | -                          | -                          | 1er tour (1/64)          | Gretchen Rush            | 1er tour (1/64) | Wendy Turnbull | 1er tour (1/64) | Peanut Louie | n/a                         | n/a                         |

À droite du résultat, l’ultime adversaire.

### En double dames
| Année | Open d'Australie (janvier) | Open d'Australie (janvier) | Internationaux de France      | Internationaux de France | Wimbledon | Wimbledon | US Open                     | US Open                | Open d'Australie (décembre) | Open d'Australie (décembre) |
| ----- | -------------------------- | -------------------------- | ----------------------------- | ------------------------ | --------- | --------- | --------------------------- | ---------------------- | --------------------------- | --------------------------- |
| 1984  | n/a                        | n/a                        | -                             | -                        | -         | -         | 1er tour (1/32) Shawn Foltz | Anne Hobbs W. Turnbull | -                           | -                           |
| 1985  | n/a                        | n/a                        | 1er tour (1/32) Lucia Romanov | A. Holíková K. Skronská  | -         | -         | -                           | -                      | -                           | -                           |

Sous le résultat, la partenaire ; à droite, l’ultime équipe adverse.

### En double mixte
N'a jamais participé à un tableau final.

## Classements WTA

### Classements en simple en fin de saison
| Année | 1984 | 1985 | 1986 | 1987 | 1988 |
| Rang  | 47   | 37   | 74   | 152  | 375  |

Source : (en) « Classements de Debbie Spence », sur le site officiel du WTA Tour